# Stoermeriana
Stoermeriana is een geslacht van vlinders van de familie spinners (Lasiocampidae).

## Soorten
- S. abbayensis Rougeot, 1984
- S. abyssinica (Aurivillius, 1909)
- S. aculeata (Walker, 1865)
- S. acuminata (Walker, 1865)
- S. amblycalymma (Tams, 1936)
- S. amphilecta (Tams, 1936)
- S. basale (Walker, 1855)
- S. callizona (Tams, 1931)
- S. camerunicum (Aurivillius, 1902)
- S. cervina (Aurivillius, 1927)
- S. coilotoma (Bethune-Baker, 1911)
- S. collenettei (Tams, 1931)
- S. congoense (Aurivillius, 1909)
- S. craterum (Tams, 1929)
- S. chavalloni Rougeot, 1984
- S. das (Hering, 1928)
- S. directa (Mabille, 1893)
- S. distinguenda (Aurivillius, 1905)
- S. eccrita (Fletcher D. S., 1968)
- S. fuliginosa (Holland, 1893)
- S. fusca (Aurivillius, 1905)
- S. gamma (Aurivillius, 1909)
- S. graberii (Dewitz, 1881)
- S. laportei (Rougeot, 1977)

- S. livida (Holland, 1893)
- S. makomanum (Strand, 1912)
- S. mirabilis (Distant, 1897)
- S. muriniscolor Rougeot, 1984
- S. nabatea de Freina, 2003
- S. ocellata (Tams, 1929)
- S. oinopa (Tams, 1936)
- S. omana de Freina & Witt, 1988
- S. pachyla (Tams, 1936)
- S. pamphenges (Tams, 1936)
- S. pygmaeorum (Tams, 1929)
- S. regraguii (Rungs, 1950)
- S. saanayetae Rougeot, 1984
- S. singulare (Aurivillius, 1893)
- S. sjostedti (Aurivillius, 1902)
- S. sminthocara (Tams, 1936)
- S. superba (Aurivillius, 1909)
- S. tamsi (Rougeot, 1977)
- S. tessmanni (Strand, 1912)
- S. thomensis (Talbot, 1929)
- S. versicolora Kühne, 2008
- S. viettei (Rougeot, 1977)
- S. vinacea (Tams, 1929)